# BPM 37093
BPM 37093 (V886 Центавра) є змінним білим карликом типу ZZ Кита, з водневою атмосферою і надзвичайно високою масою приблизно в 1,1 рази більше маси Сонця і діаметром бл. 4000 км. Вона розташована прибл. за 50 світлових років від Землі, у сузір'ї Центавра. 
Як і інші білі карлики, вважається, що BPM 37093 складається переважно з вуглецю й кисню, які утворюються шляхом термоядерного синтезу ядер гелію.
У 1960-х роках було передбачено, що у міру охолодження білого карлика його речовина повинна кристалізуватися, починаючи з центру. З пульсацій зорі можна отримувати інформацію про її структуру. BPM 37093 вперше визначена як пульсуюча змінна у 1992 році, а в 1995 році було вказано, що це може допомогти провести тестування теорії кристалізації.
У 2004 році Антоніо Канаан і команда дослідників проєкту «Whole Earth Blazar Telescope», виходячи з астросейсмологічних спостережень за зорею, оцінили, що близько 90 % маси BPM 37093 кристалізувалось. Праця інших науковців дає частку кристалізованої речовини від 32 до 82 % маси зорі. Будь-яка з цих оцінок дає загальну кристалічну масу, що перевищує 5×1029 кілограмів.

Об'ємно-центрована кубічна ґратка

Вважається, що кристалізація матеріалу білого карлика цього типу привела до утворення об'ємно-центрованої кубічної ґратки з ядер вуглецю та/або кисню, які оточені електронним морем Фермі, що схоже на структуру алмаза. Однак зорю не можна прямо уявляти як діамант такого розміру, оскільки в результаті процесів зоряної еволюції об'єм однієї чайної ложки її речовини важить понад 5 тонн.

## Прізвисько та висвітлення у пресі
Оскільки алмаз також складається з кристалізованого вуглецю, зорю BPM 37093 прозвали Люсі за піснею The Beatles «Люсі в небесах з алмазами» (англ. Lucy in the Sky with Diamonds).

## У популярній культурі
- У науково-фантастичному романі Джона Ч. Райта «Дорахувати до трильйона» і його продовженнях, V886 Центавра називається «Діамантова Зоря» за її кристалічне вуглецеве ядро. У сюжеті роману вона стає місцем першої міжзоряної подорожі з людьми на борту після того, як виявляється, що зоря, діамант у десять дециліонів карат виродженої матерії, є не матерією, а антиматерією. На її орбіті знаходять інопланетний артефакт під назвою «Пам'ятник», який безмірно збільшує людське знання математики.
- У фільмі Джима Джармуша 2013 року «Виживуть тільки коханці», персонаж Тільди Суінтон Єва говорить персонажу Тома Гіддлстона Адаму про BPM 37093, охарактеризувавши її як «алмаз там вгорі розміром з планету», який «випромінює музику гігантського гонгу».